# Вобаш (округ, Іллінойс)
Шаблон:StateAbbr_ 38°26′ пн. ш. 87°50′ зх. д. / 38.44° пн. ш. 87.84° зх. д.
Округ  Вабаш (англ. Wabash County) — округ (графство) у штаті  Іллінойс, США. Ідентифікатор округу 17185.

## Історія
Округ утворений 1824 року.

## Демографія
За даними перепису 
2000 року 
загальне населення округу становило 12937 осіб, зокрема міського населення було 7828, а сільського — 5109.
Серед мешканців округу чоловіків було 6314, а жінок — 6623. В окрузі було 5192 домогосподарства, 3588 родин, які мешкали в 5758 будинках.
Середній розмір родини становив 2,98.
Віковий розподіл населення поданий у таблиці:
| Стать    | До 15 років | 15-21 | 22-29 | 30-39 | 40-49 | 50-65 | 65-85 | Понад 85 |
| -------- | ----------- | ----- | ----- | ----- | ----- | ----- | ----- | -------- |
| Чоловіки | 1290        | 728   | 546   | 828   | 1048  | 1012  | 758   | 104      |
| Жінки    | 1230        | 666   | 539   | 848   | 959   | 1046  | 1111  | 224      |

## Суміжні округи
- Лоуренс — північ
- Нокс, Індіана — північний схід
- Ґібсон, Індіана — південь і схід
- Едвардс — захід
- Ричленд — північний захід

## Виноски
1. ↑  U.S. Decennial Census. United States Census Bureau. Архів оригіналу за 19 липня 2018. Процитовано 9 липня 2014.
2. ↑  Historical Census Browser. University of Virginia Library. Архів оригіналу за 23 червня 2018. Процитовано 9 липня 2014.
3. ↑  Population of Counties by Decennial Census: 1900 to 1990. United States Census Bureau. Архів оригіналу за 24 квітня 2014. Процитовано 9 липня 2014.
4. ↑  Census 2000 PHC-T-4. Ranking Tables for Counties: 1990 and 2000 (PDF). United States Census Bureau. Архів оригіналу (PDF) за 18 грудня 2014. Процитовано 9 липня 2014.
5. ↑  State & County QuickFacts. United States Census Bureau. Архів оригіналу за 14 липня 2014. Процитовано 9 липня 2014.(англ.) Наведено за англійською вікіпедією.
6. ↑  American FactFinder. Бюро перепису населення США. Архів оригіналу за 26 лютого 2012. Процитовано 31 січня 2008.

| США | Це незавершена стаття з географії США. Ви можете допомогти проєкту, виправивши або дописавши її. |